# Джузеппе Марія Гонзага
Джузеппе Марія Гонзага (італ. Giuseppe Maria Gonzaga; 20 березня 1690 — 16 серпня 1746) — останній герцог Гуасталли в 1729—1746 роках, принц Боццола, герцог Саббйонета, маркіз Лудзара, патрицій Венето Наполетано.

## Життєпис
Походив з династії Гуастальських Гонзага. Другий син Вінченцо Гонзага, герцога Гуасталли, і його другої дружини Марії Вітторії Гонзага. Народився 1690 року в Гуасталлі. 1714 року після смерті батька герцогство спадкував його старший брат Антоніо Ферранте. Сам Джузеппе Марія переїхав до Неаполітанського королівства, щоб заволодіти графством Сан-Паоло, але вже в перші місяці наступного року перебрався до Венеції після підписання довіреності на користь своєї стрийни Елеонори Гонзаги, яка була настоятелькою в неаполітанському монастирі.
Його брат-герцог  запідозрив Джузеппе Марію у змові, тому наказав того схопити та вивезти за межі герцогства, де тримав в ув'язненні. Утримання наодинці погано вплинуло на його психічний стан. 1729 року після загибелі Антоніо Ферранте був звільнений та став новим герцогом. Втім фактична влада належала графу Помпоніо да Спілінбергу, що проводив проавстрійську політику.
29 березня 1731 році оженився з 16-річною Елеонорою, донькою герцога Леопольда Шлезвіг-Гольштейнського-Зондербург-Візенбургу. 1733 року з початком війни за польську спадщину оголосив нейтралітет. Втім у 1734 році герцогство було окуповане французами після перемоги над австрійською армією в битві при Гуасталлі. Джузеппе Марія Гонзага з дружиною перебрався до Венеції. 1736 року зумів повернути герцогство, що перебував в поганому економічному стані. До того ж він повинен був утримувати іспанську залогу. 1739 року Помопоніо да Спілінберга було звільнено, а регентство отримала дружина герцога.
Під час війни за австрійську спадщину 3 квітня 1746 року замок Гуасталли зайняло австрійське військо, змусивши іспанців відступити. В цей час подружжя втекло до Падуї,де Джузеппе Марія Гонзага помер внаслідок інсульту. 1748 року відповідно до Аахенського миру герцогство Гуасталла було передано до Герцогства Парма та П'яченци.